# Lilioceris lilii
Lilioceris lilii là một loài bọ cánh cứng trong họ Chrysomelidae.

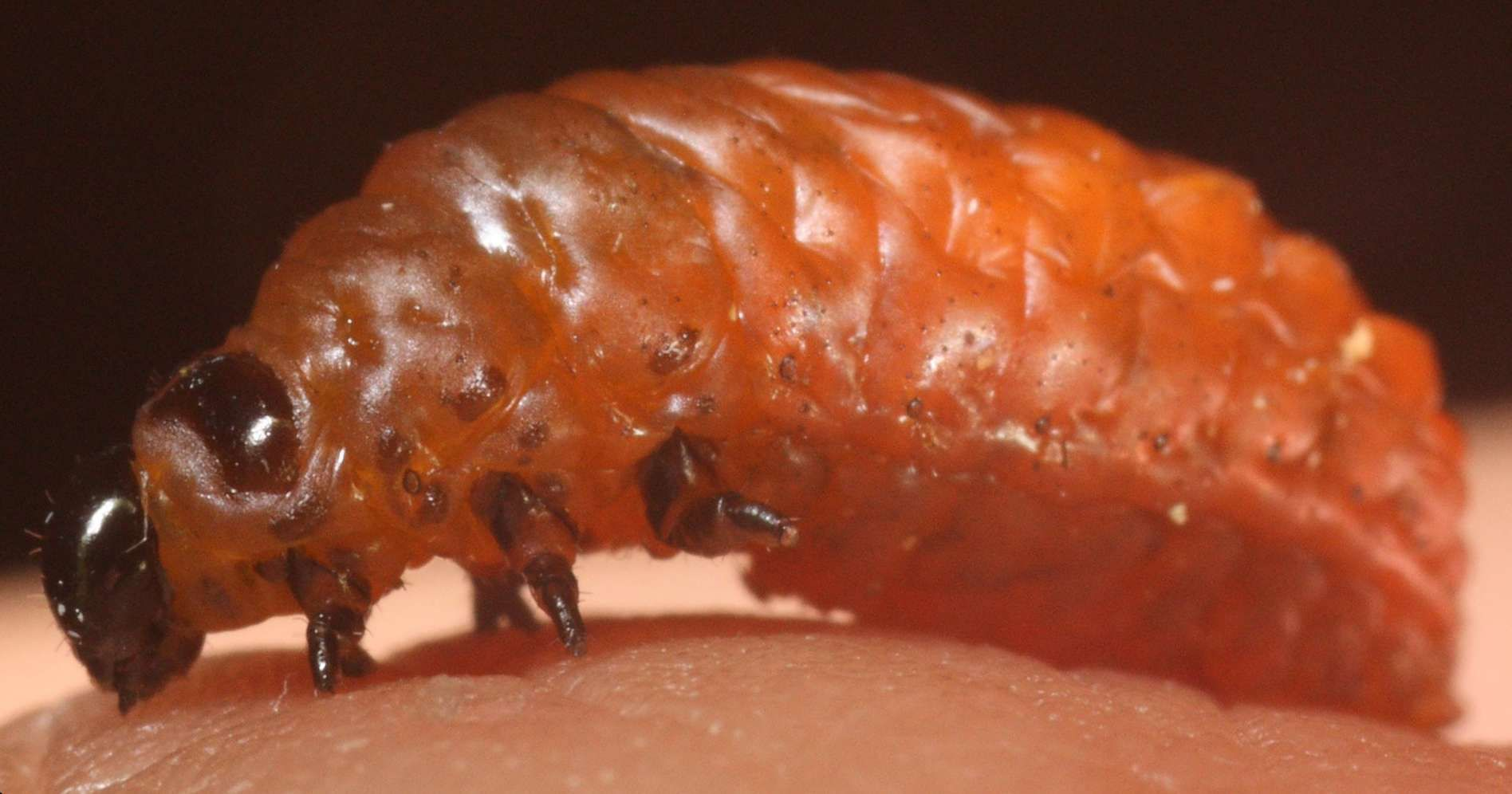
Ấu trùng

Đây là loài bản địa một số khu vực châu Âu và châu Á và đã vô tình được du nhập vào châu Mỹ.
Bọ cánh cứng này trải qua mùa đông trong đất và chui ra vào mùa xuân. Bọ trưởng thành thường được tìm thấy trong môi trường ẩm, mát mẻ. Chúng xuất hiện vào mùa xuân để giao phối và sinh sản. Con cái có thể đẻ tới 450 trứng mỗi ổ mặt dưới của lá.